# Vilaietul Adrianopol
Vilaietul Adrianopol sau Vilaietul Edirne (în turcă otomană ولايت ادرنه, transliterat: Vilâyet-i Edirne) a fost o diviziune administrativă de prim nivel (vilaiet) a Imperiului Otoman.
Înainte de 1878, vilaietul avea o suprafață de 68.000 km² și se întindea în nord până la Munții Balcani. În 1878 însă, în virtutea tratatului de la Berlin), sangeacul İslimye, cea mai mare parte din sangeacul Filibe și o mică parte din sangeacul Edirne (kazaua Kızılağaç și nahiya Monastır) au fost desprinse din acesta pentru a crea provincia autonomă Rumelia Orientală, cu o suprafață totală de 32.978 km². Provincia s-a unit pașnic cu Principatul Bulgariei în 1885.
În 1913, Imperiul Otoman a suferit o nouă pierdere teritorială cedând Bulgariei o parte din restul vilaietului, prin tratatul de la București din urma Războaielor Balcanice. Restul vilaietului a fost împărțit între Turcia și Grecia în 1923, culminând cu formarea Traciei Răsăritene și celei de Vest după Primul Război Mondial, în urma tratatului de la Lausanne. La sfârșitul secolului al XIX-lea, se învecina cu vilaietul Constantinopol, Marea Neagră și Marea Marmara la est, cu vilaietul Salonic la vest, cu Rumelia Orientală (din 1885, Principatul Bulgariei) la nord și cu Marea Egee la sud. Uneori, zona este denumită și Tracia de Sud, sau Tracia Adrianopolitană.
După orașul Adrianopol (Edirne în turcă; pop. în 1905 aproximativ 80.000), orașele principale erau Rodosto (astăzi Tekirdağ; 35.000), Gelibolu (25.000), Kırklareli (16.000), İskeçe (Xanthi; 14.000), Çorlu (11.500), Dimetoka (Didymoteicho; 10.000), Enez⁠(d) (8000), Gümülcine (Komotini; 8000) și Dedeağaç (Alexandroupolis; 3000).

## Subdiviziuni administrative
Sangeacurile vilaietului: 
1. Sangeacul Adrianopol, cu orașele Adrianopol (astăzi Edirne), Cisr-i Mustafapașa (Svilengrad), Kırcaali (Kărgeali), Dimetoka (Didymoteicho), Ortaköy (Ivailovgrad), Cisr-i Ergene (Uzunköprü), Havsa⁠(d). Cuprindea și kazalele Kırkkilise, Baba-yı Atik, Beykar Hisar⁠(d), Maa Hatunili-Kızılağaç (cu reședința la Kızılağaç) și Ferecik. Kızılağaç a trecut la sangeacul Yanbolu din Rumelia Orientală, Ferecik a trecut inițial la Gelibolu în 1876, mai târziu la Dedeağaç și a fost retrogradat la rang de nahiya în 1878, Kırkkilise, Baba-yı Atik și Beykar Hisar au trecut la sangeacul reînființat Kırkkilise în 1878. Beykar Hisar a fost retrogradat la rang de nahiya în 1879.
2. Sangeacul Kırkkilise (Kirklareli; după 1878), cu orașele Kırkkilise, Tırnovacık (Malko Tărnovo), Lüleburgaz, Vize⁠(d), Ahtabolu (Ahtopol), Midye⁠(d) (Kıyıköy), Baba-yı Atik (Babaeski). Cea mai mare parte din kazalele Tırnovacık și Ahtabolu au fost cedate Bulgariei în 1919. Saray s-a desprinz din Vize și a devenit kaza separată în 1916.
3. Sangeacul Rodosto (Tekfurdagi, astăzi Tekirdağ), cu Tekfurdağı, Çorlu, Malkara⁠(d), Hayrabolu⁠(d). Avea și kazalele Vize, Lüleburgaz și Midye până în 1879, când au trecut la sangeacul Kırkkilise, reînființat)
4. Sangeacul Gelibolu⁠(d), cu Gelibolu, Maydos, Șarköy, Mürefte⁠(d), Keșan. Cuprindea și kazalele Enez și Gümülcine până în 1878. Gümülcine a devenit reședința unui sangeac separat în 1878. Enez a trecut la sangeacul Dedeağaç. În cele din urmă, İpsala (devenită kaza) și enez au revenit la sangeacul Gelibolu în 1913.
5. Sangeacul Dedeağaç⁠(d) (1878-1912), cu kazalele Dedeağaç, Sofulu, Enez⁠(d)
6. Sangeacul Gümülcine⁠(d) (1878-1912), cu kazalele Gümülcine (Komotini), İskeçe (Xanthi), Koșukavak (Krumovgrad), Ahiçelebi (Smolean), Eğridere (Ardino), Darıdere (Zlatograd). Întregul sangeac a fost cedat în 1913 Bulgariei, și o mică parte Greciei.
7. Sangeacul Filibe, cu kazalele Filibe (Plovdiv), Pazarcık, Hasköy (Haskovo), Zağra-i Atik (Stara Zagora), Kızanlık (Kazanlăk), Çırpan, Sultanyeri (Momcilgrad), Ahiçelebi (Smolean). A devenit în 1878 parte a Rumeliei Orientale, cu excepția kazalelor Sultanyeri și Ahiçelebi, care au rămas în Imperiul Otoman propriu-zis și incluse în sangeacul Gümülcine)
8. Sangeacul Slimia, cu kazalele İslimye (Sliven), Yanbolu (Iambol), Misivri (Nesebăr), Karinabat (Karnobat), Aydos, Zağra-i Cedid (Nova Zagora), Ahyolu (Pomorie), Burgaz, care a existat până în 1878, când a fost încorporat Rumeliei Orientale.

## Demografie
Grupurile etnoconfesionale în vilaietul Adrianopol conform recensământului din 1875
     Bulgari și greci (58,78%)
     Musulmani (34,98%)
     Romi musulmani (2,84%)
     Evrei (1,03%)
     Armeni⁠(d) (1,02%)
     Romano-catolici (0,76%)
     Romi creștini (0,58%)
Populația totală a vilaietului Adrianopol pe grupuri etnoconfesionale conform orientalistului francez Ubicini⁠(d) pe baza recensământului oficial otoman al vilaietului din 1875: 
| Populația                                                 | Număr     | Procent |
| --------------------------------------------------------- | --------- | ------- |
| Creștini                                                  | 974.644   | 61,14%  |
| — miletul bulgarilor⁠(d) și miletul romeilor⁠(d) (grecilor) | 937.054   | 58,78%  |
| — miletul armenilor⁠(d)                                    | 16.194    | 1,02%   |
| — romano-catolici                                         | 12.144    | 0,76%   |
| — romi creștini                                           | 9.252     | 0,58%   |
| Musulmani                                                 | 603.110   | 37,83%  |
| — Musulmani                                               | 557.692   | 34,98%  |
| — Romi musulmani                                          | 45.418    | 2,84%   |
| miletul iudaic                                            | 16.432    | 1,03%   |
| Total                                                     | 1.594.186 | 100%    |

Populația totală a vilaietului Adrianopol (inclusiv Rumelia Orientală) în 1878 conform autorului turc Kemal Karpat:
| Grup                       | Populație        |
| -------------------------- | ---------------- |
| Bulgari                    | 40% (526.691)    |
| Alți creștini              | 22% (283.603)    |
| Musulmani                  | 22% (283.603)    |
| Total vilaietul Adrianopol | 100% (1.304.352) |

Populația diferitelor comunități etnoconfesionale din vilaiet conform recensământului otoman din 1906/7, în mii de locuitori, ajustată la cifre rotunde.
Comunitățile sunt numărate conform sistemului mileturilor practicat în Imperiul Otoman, și nu după limba maternă. Astfel, unii vorbitori de bulgară au fost incluși în miletul romeilor⁠(d) și numărați ca greci, iar miletul musulmanilor cuprindea și turci și pomaci (musulmani bulgarofoni).
Grupurile etnoconfesionale ale vilaietului Adrianopol conform recensământului otoman din 1906-07
     Musulmani (52,64%)
     Greci (29%)
     Bulgari (13,78%)
     Armeni (2,21%)
     Evrei (2,04%)
     Altele (0,37%)
| Grupuri   | Edirne | Gümülcine | Kırklareli | Dedeağac | Tekirdağ | Gelibolu | Total |
| --------- | ------ | --------- | ---------- | -------- | -------- | -------- | ----- |
| musulmani | 154    | 240       | 78         | 44       | 77       | 26       | 619   |
| greci     | 103    | 22        | 71         | 28       | 53       | 65       | 341   |
| bulgari   | 57     | 29        | 30         | 29       | 6        | 1        | 162   |
| evrei     | 16     | 1         | 2          | –        | 3        | 2        | 24    |
| armeni    | 5      | –         | -          | –        | 19       | 1        | 26    |
| Alții     | 2      | -         | –          | -        | 1        | -        | 2     |
| Total     | 317    | 292       | 181        | 89       | 159      | 96       | 1.176 |

O publicație din 21 decembrie 1912, în revista belgiană Ons Volk Ontwaakt (Națiunea noastră se trezește) estima populația la 1.006.500 de locuitori: 
- turci musulmani – 250.000
- bulgari musulmani⁠(d) – 115.000
- romi musulmani – 15.000
- armeni ortodocși – 30.000
- greci ortodocși – 220.000
- bulgari ortodocși – 370.000
- albanezi ortodocși – 3.500
- turci ortodocși – 3.000

## Galerie

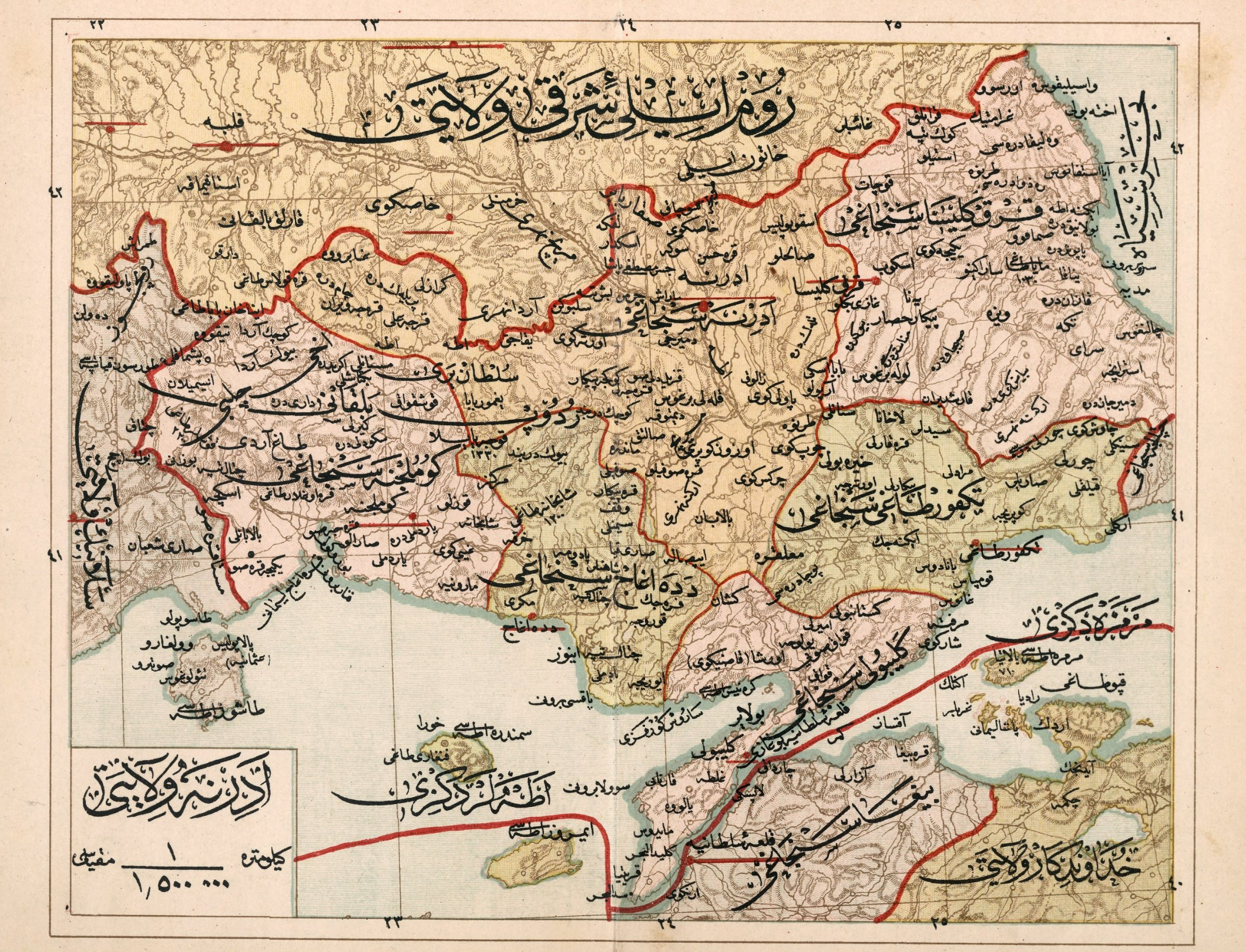
Hartă otomană din 1907 a vilaietului
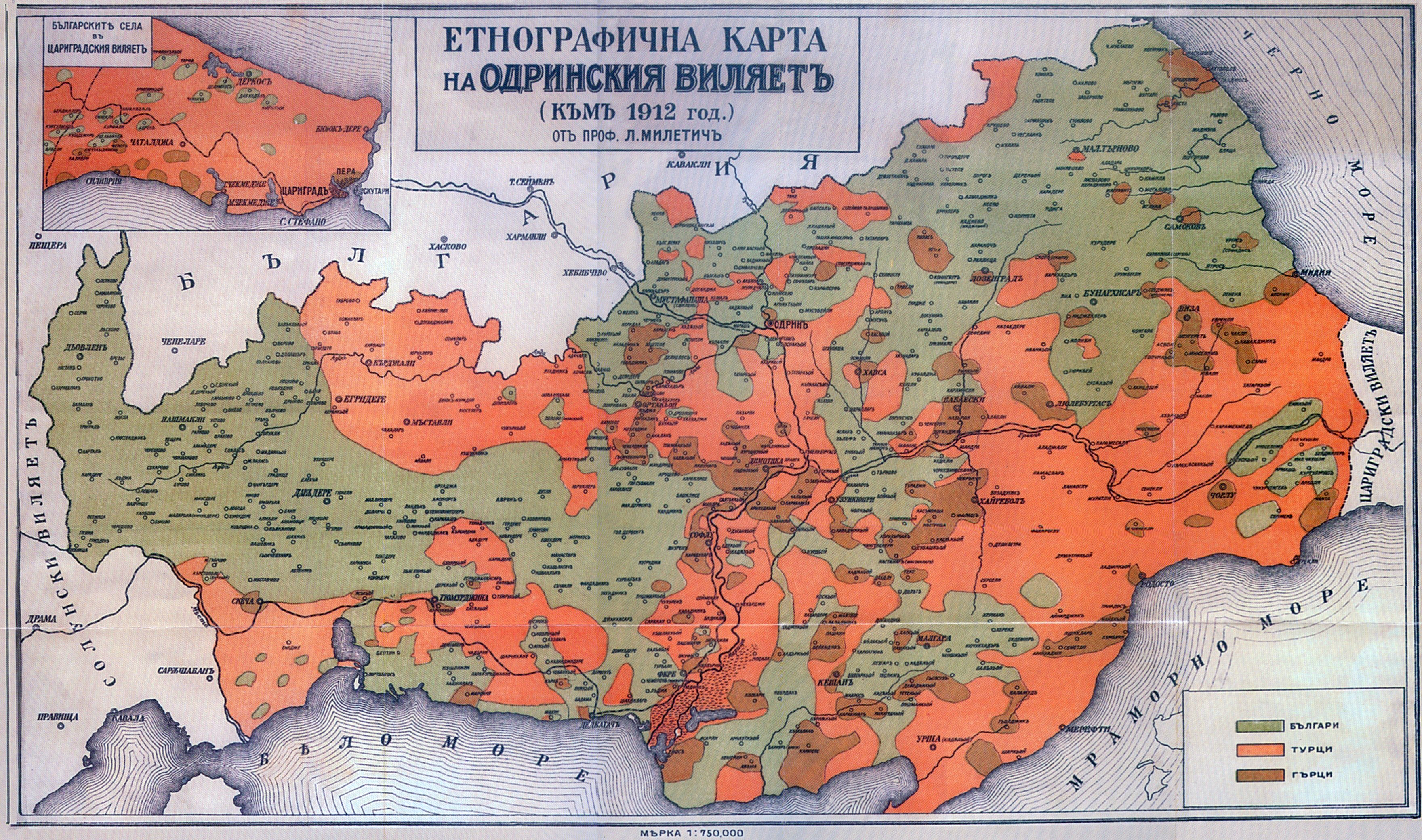
Hartă etnică din 1912 după etnografii bulgari